# Хейз, Джон
Джон Джозеф Хейз (англ. John Joseph Hayes; 10 апреля 1886, Нью-Йорк, Нью-Йорк — 23 августа 1965, Энглвуд, Нью-Джерси) — американский легкоатлет, чемпион летних Олимпийских игр 1908 года в марафоне с результатом 2:55.18,4.
На Играх 1908 в Лондоне Хейз участвовал только в марафоне. Он пришёл к финишу вторым после итальянца Дорандо Пьетри, но Пьетри был дисквалифицирован и Хейз стал чемпионом с первым официальным мировым рекордом.